# Mesochorus parilis
Mesochorus parilis är en stekelart som beskrevs av Kusigemati 1988. Mesochorus parilis ingår i släktet Mesochorus och familjen brokparasitsteklar. Inga underarter finns listade i Catalogue of Life.